# Kyle Bailey
Kyle Bailey (* 10. März 1982 in Fairbanks, Alaska) ist ein ehemaliger US-amerikanischer Basketballspieler und heutiger -trainer.

## Werdegang
Der 1,89 m und 89 kg schwere Guard begann seine Spielerkarriere während seiner Studienzeit bei den Broncos der Santa Clara University. Dort brach er einige Rekorde: Er spielte die meisten Spiele (127), hatte die meisten Spielminuten (3.897) und machte die meisten Würfe von der Drei-Punkte-Distanz (679). Davon traf er 225, was ihm zum zweitbesten Dreipunktewerfer der Universität machte.
Nach seinem Studienabschluss in Philosophie spielte er in der NBA Development League für die Florida Flames. 2005 stand er kurz vor einem Engagement bei der NBA-Mannschaft San Antonio Spurs unter Vertrag genommen, wurde aber als einer der letzten Spieler aussortiert. Stattdessen wechselte er im Jahr 2006 nach Deutschland zur BG 74 Göttingen und erreichte mit diesem Verein den Aufstieg in die Basketball-Bundesliga. Des Weiteren erhielt er im selben Jahr die Auszeichnung des Most Valuable Player der 2. Basketball-Bundesliga Nord.
Zur Saison 2007/08 wechselte er zum Erstligakonkurrenten Ratiopharm Ulm. Dort ersetzte er Austen Rowland. Im März 2008 endete sein Engagement in der Donaustadt. In der Saison 2008/09 ging er wiederum für die BG 74 Göttingen auf Korbjagd, die zwischenzeitlich als MEG Göttingen firmierte. Die Saison wurde ein voller Erfolg, und die Göttinger erreichten in ihrer zweiten Erstligasaison die Play-offs. Doch im Viertelfinale unterlagen sie den Brose Baskets Bamberg.
Zur Saison 2009/10 unterzeichnete Bailey einen Vertrag über ein Jahr beim Bundesligisten EnBW Ludwigsburg. Es gelang ihm aber nicht, an die Leistungen der Vorjahre anzuknüpfen. Er erzielte in 21 Partien durchschnittlich 8,8 Punkte, 3,9 Rebounds und 2,5 Assists. Am 16. Februar 2010 wurde bekannt gegeben, dass sich EnBW Ludwigsburg und Bailey auf eine sofortige Vertragsauflösung geeinigt haben, nachdem sich Trainer Tolga Öngören auf Mitspieler T.J.Thompson als Spielmacher festgelegt hatte.
In der Saison 2010/11 stand Bailey erneut bei der BG Göttingen unter Vertrag. Nachdem er zu Saisonbeginn 2011/12 zunächst nicht im Aufgebot gestanden hatte, wurde er nach dem zweiten Spiel reaktiviert. Nach der Saison 2011/12 endete die Zusammenarbeit.
Bailey wurde 2013 als Video-Koordinator für die Basketballmannschaften der Santa Clara University tätig. Diese Aufgabe hatte er bis 2015 inne. In der Saison 2016/17 arbeitete Bailey als Trainer an einer Basketballakademie in der Volksrepublik China. Von 2017 bis 2022 war er in Japan Assistenztrainer der Sunrockers Shibuya und wechselte im Sommer 2022 innerhalb des Landes zu den Gunma Crane Thunders, bei denen er ebenfalls das Amt des Assistenztrainers antrat. 2023/24 war der US-Amerikaner erneut als Assistenztrainer bei den Sunrockers Shibuya beschäftigt.